# Ceolwulf de Wessex
Ceolwulf de Wessex fue un rey de Wessex.
Hijo de Cutha o Cuthwulf (quien a su vez era hijo de Cynric), y hermano de Ceol, reinó desde 597 hasta 611.
No existen muchos datos acerca de su reinado, que duró catorce años. En la Crónica Anglosajona se establece que estuvo constantemente en guerra, y su hazaña mejor registrada es una batalla contra el Reino de Sussex en 607.
Tras su muerte, el trono pasó a su sobrino, Cynegils; quien según las diferentes fuentes podría ser hijo o  sobrino de Ceolwulf.